# Wet Sleddale Reservoir
Das Wet Sleddale Reservoir ist ein Stausee im Lake District, Cumbria, England.
Der Stausee liegt westlich des Shap Summit und östlich des Seat Robert. Der See wurde angelegt, um Trinkwasser zur Versorgung von Manchester zu sammeln.
Der Sleddale Beck bildet den Zufluss des Stausees im Westen. Der Lowther bildet seinen Abfluss im Osten.